# 佐藤央
佐藤 央（さとう ひさし、1978年8月9日(野球の日・ハグの日) - ）は、日本の映画監督。

## 経歴
1978年、大阪府に生まれる。法政大学経済学部卒業。映画美学校第6期フィクション・コース高等科修了。
2005年、ドキュメンタリー映画『キャメラマン 玉井正夫』が成瀬巳喜男シンポジウムにてプレミア上映される。2009年、二本立て映画『シャーリーの好色人生と転落人生』の一編「シャーリーの好色人生」を監督する。2011年、『MISSING』を手がける。
好きな食べ物はうなぎ。2019年3月、普通自動車免許(AT)取得。

## フィルモグラフィー
- キャメラマン 玉井正夫（2005年）
- 夢十夜 海賊版「不安」（2007年）
- シャーリーの好色人生と転落人生[8]「シャーリーの好色人生[9]」「シャーリーの転落人生[10]」（2008年製作、2009年4月11日公開）
- 結婚学入門（恋愛篇）（2009年）
- 結婚学入門（新婚篇）（2010年）
- MOANIN'（2010年）
- MISSING（2011年）
- 明日「2011/1945」（2011年）